# Hvannasund
Hvannasund (duń. Kvannesund, starsza pisownia: Quannesund, IPA: kvanːasʊnd) – miejscowość na Wyspach Owczych, archipelagu wysp wulkanicznych, położonym na Morzu Norweskim, który stanowi terytorium zależne Danii. Leży na wyspie Viðoy i jest siedzibą władz gminy Hvannasund. Zamieszkuje tam 237 osób.

## Położenie

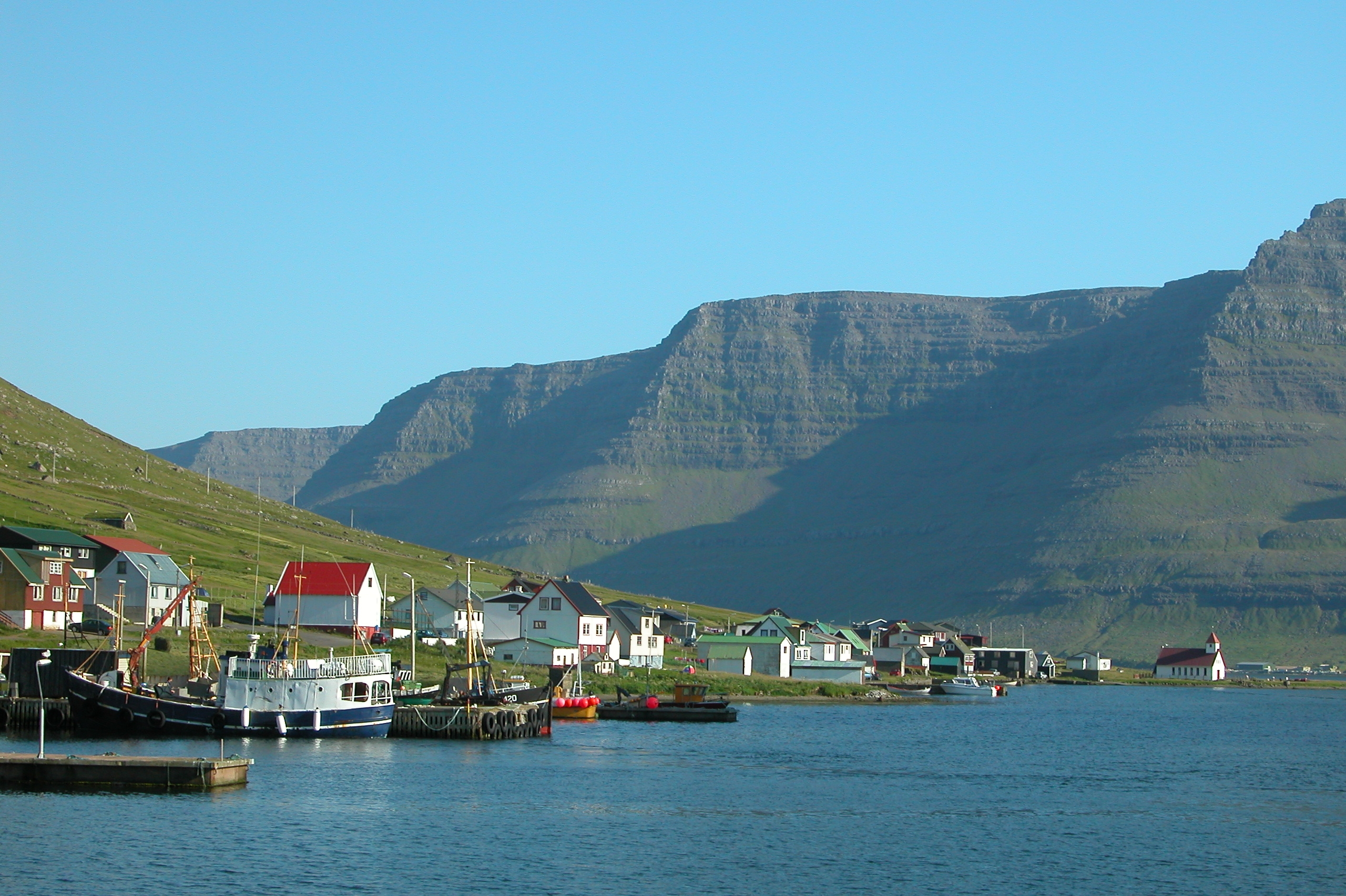
Hvannasund

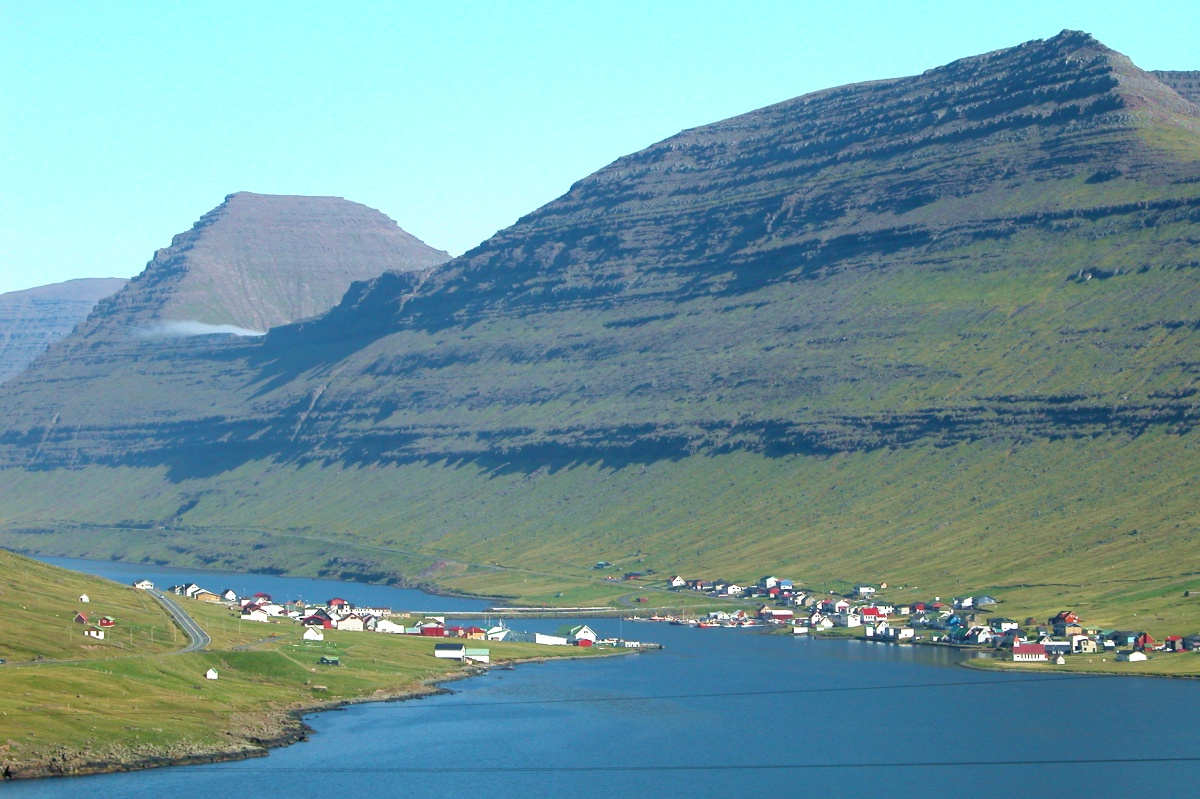
Widok na Norðdepil na wyspie Borðoy (po lewej) i na Hvannasund na wyspie Viðoy (po prawej)

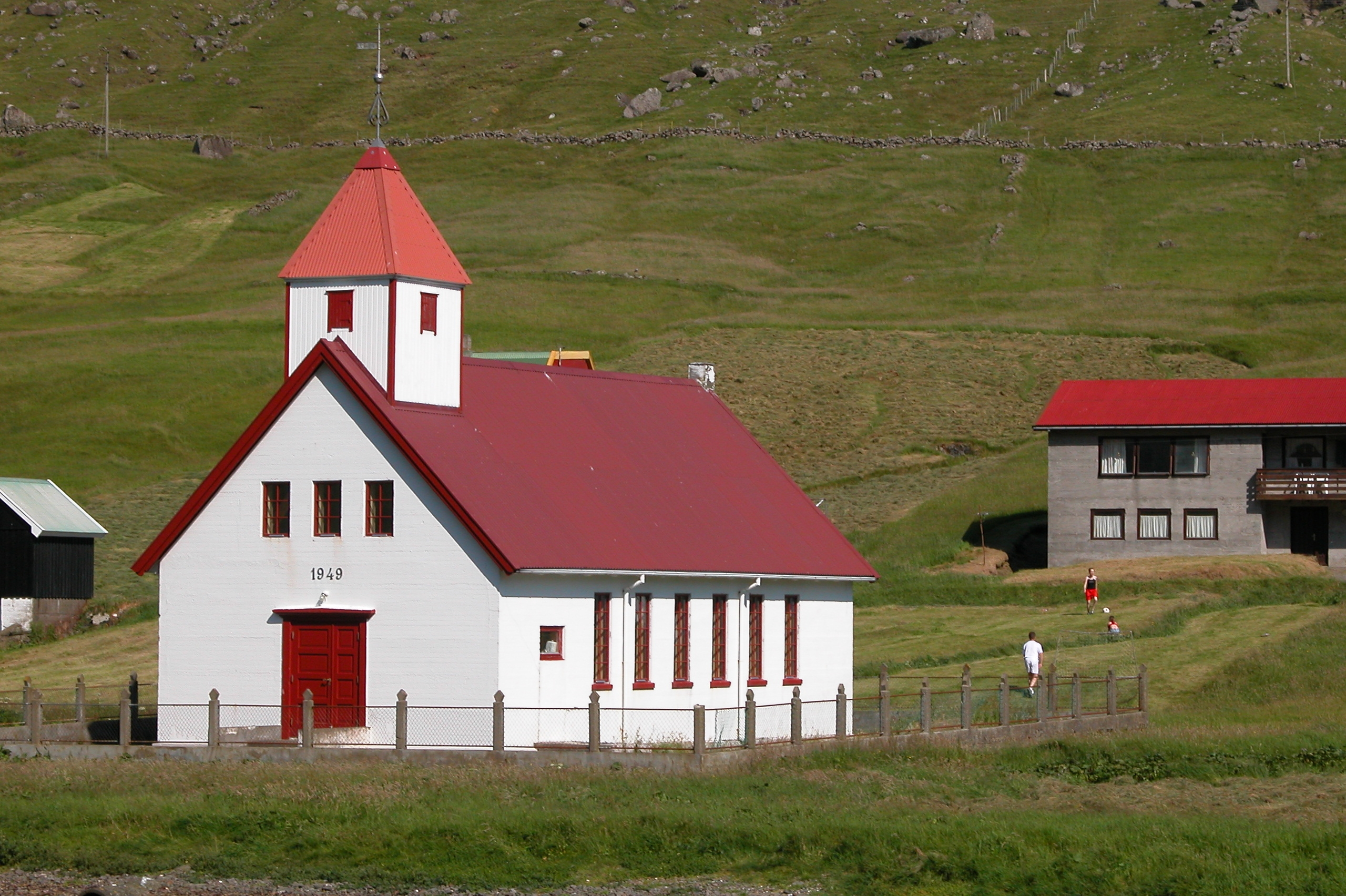
Kościół w Hvannasund, zbudowany w 1949 roku

Miejscowość położona jest na południowo-zachodnim wybrzeżu wyspy Viðoy, nad wodami najwęższej części cieśniny Hvannasund, oddzielającej Viðoy od Borðoy. Na wschód i północ od wsi rozciąga się główne pasmo górskie wyspy z położonymi najbliżej szczytami: Tunnafjall (593 m n.p.m.) oraz Enni (651 m n.p.m.). Przez miejscowość przebiega wiele niewielkich cieków wodnych.

## Informacje ogólne

### Populacja
Według szacunków na 1 stycznia 2016 roku Hvannasund zamieszkiwało 237 osób. W 1985 populacja wynosiła 244 mieszkańców i wzrastała, osiągając najwyższy poziom w roku 1993 (290 osób). Następnie z powodu kryzysu gospodarczego i wywołaną z jego powodu emigracją z Wysp Owczych, liczba mieszkańców zaczęła maleć, osiągając poziom 253 ludzi w 1997. Wówczas ponownie nastąpił krótki okres przyrostu populacji do 274 osób w 2001, następnie stabilizacja do 2005 i ponowny spadek do 2015 roku, kiedy liczba mieszkańców wyniosła 228 osób. Obecnie odnotowywany jest przyrost populacji Hvannasund.
Współczynnik feminizacji w Hvannasund wynosi 88 kobiet na stu mężczyzn. 20,5% ludności stanowią osoby w wieku przedprodukcyjnym, natomiast ludzie po sześćdziesiątym piątym roku życia 14,3%.

### Transport
Przez miejscowość przebiega droga krajowa numer 70, łącząca Klaksvík z Viðareiði. Elementem tej drogi jest znajdująca się opodal Hvannasund grobla łącząca Viðoy z Borðoy, o długości 220 metrów, którą wybudowano w 1975 roku. Na północ od miejscowości w latach 2014–2016 Viðareiðistunnlin, mający na celu znacznie skrócenie trasy między Viðareiði a Hvannasund i pozostałą częścią archipelagu. Z miejscowości wypływa także prom Ritan, zabierający pasażerów na wyspy Fugloy i Svínoy. Przez miejscowość przejeżdża autobus państwowego przewoźnika Strandfaraskip Landsins linii 500, kursujący na trasie Klaksvík - Viðareiði.

## Historia

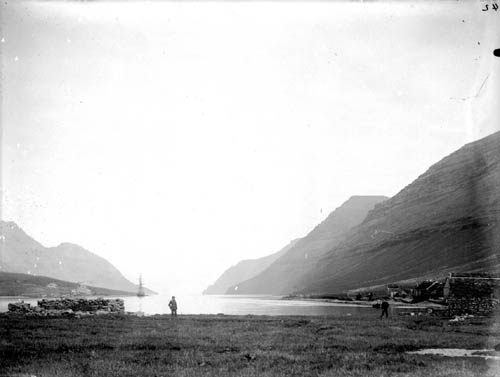
Hvannasund w 1898 lub 1899

Pierwsza wzmianka o Hvannasund pochodzi ze spisu dóbr królewskich z 1584 roku, zwanego Jarðarbókin. W 1619 roku przy brzegu rozbił się statek przemytników ze Szkocji. Właściciel sprzedał wrak mieszkańcom wsi, wraz ze 144 kg pierza i 230 parami spodni. W 1709 roku mieszkańcy uratowali siedmiu mężczyzn z pokładu kopenhaskiego SS Island, który rozbił się w północnej części Wysp Owczych. 20 lipca 1823 roku osuwisko, wywołane obfitymi opadami, spowodowało zniszczenie wielu zabudowań we wsi. W XX wieku dwukrotnie mieszkańcy wsi ulegali śmiertelnym wypadkom na morzu - pierwszy z nich zdarzył się 23 stycznia 1918 roku, zginął wówczas jeden rybak z sześcioosobowej załogi, a drugi 7 listopada 1946, kiedy utopiło się trzech z czterech mężczyzn.
W 1932 roku w miejscowości otworzono szkołę podstawową. Do tamtej pory dzieci uczyły się w pobliskim Norðdepli, gdzie placówkę otwarto 37 lat wcześniej. Od 1985, po otwarciu placówki w Fossánes szkoła nie funkcjonuje, a w jej dawnym budynku znajduje się ratusz gminy. Kościół w Hvannasund zbudowano w 1949 roku. W 1969 roku miejscowość na statku HDMY Dannebrog odwiedzili Król Danii Fryderyk IX wraz z żoną Ingrid Bernadotte.
26 maja 2008 roku w wybrzeże w pobliżu wsi uderzyły fale o wysokości między 2,5 a 3 metry. Kilka dni później stwierdzono, że było to niewielkie tsunami. Nikt nie ucierpiał podczas tego zdarzenia.

## Urodzeni w Hvannasund
- Livar Nysted – urodzony w 1970 roku wioślarz. Przepłynął na łodzi wiosłowej trzy oceany, jako członek czteroosobowej załogi pobił rekord świata, przepływając Ocean Atlantycki w 43 dni, 21 godzin i 26 minut[15].